# بارالكس
بارالكس هو شرير خارق في دي سي كومكس، ظهرت الشخصية لأول مرة في 1994م.